# Lijst van rijksmonumenten in Oostrum (Limburg)
De plaats Oostrum telt 7 inschrijvingen in het rijksmonumentenregister. Hieronder een overzicht.
| Object | Oorspronkelijke functie?  | Bouwjaar        | Architect | Locatie               | Coördinaten?                 | Nr.?   | Afbeelding |
| --- | ------------------------- | --------------- | --------- | --------------------- | ---------------------------- | ------ | --- |
| Klein Spraland. Boerderij van het hoftype. Woonhuis met aan de voorzijde een later tot topgevel gecompleteerde gevel met het ankerjaartal onder een tandlijst. Schuur evenwijdig met het woonhuis | Boerderij                 | 1717            |           | Geysterseweg 33       | 51° 31' 58" NB, 6° 1' 16" OL | 37227  | Klein Spraland. Boerderij van het hoftype. Woonhuis met aan de voorzijde een later tot topgevel gecompleteerde gevel met het ankerjaartal onder een tandlijst. Schuur evenwijdig met het woonhuis |
| O.L. Vrouwekerk | Kerk en kerkonderdeel     | 15e eeuw        |           | Mgr. Hanssenstraat 22 | 51° 31' 45" NB, 6° 1' 4" OL  | 37228  | Meer afbeeldingen |
| Oostrumse watermolen. Eenvoudig gebouw; waterrad verdwenen | Industrie- en poldermolen | 19e eeuw        |           | Buitenhof 2           | 51° 31' 38" NB, 6° 0' 59" OL | 37229  | Oostrumse watermolen. Eenvoudig gebouw; waterrad verdwenen |
| Rosmolen, Vierkant watermolengebouw | Industrie- en poldermolen | 18e of 19e eeuw |           | De Rosmolen 1         | 51° 32' 36" NB, 6° 1' 44" OL | 37230  | Rosmolen, Vierkant watermolengebouw |
| Kruiswegpark Trans Cedron (met grot) | Tuin, park en plantsoen   | ca. 1909        |           | Meijerlaan (bij)      | 51° 31' 34" NB, 6° 1' 13" OL | 524005 | Meer afbeeldingen |
| Kapellen en kruiswegstaties | Kapel                     | 1912-1914/1916  |           | Meijerlaan (bij)      | 51° 31' 34" NB, 6° 1' 13" OL | 524006 | Kapellen en kruiswegstaties |
| Toegangshek | Erfscheiding              | 1909-1916       |           | Meijerlaan (bij)      | 51° 31' 34" NB, 6° 1' 13" OL | 524007 | Toegangshek |